# 칼맑스의 제자들
"칼맑스의 제자들"은 1968년 공개된 대한민국의 영화이다.

## 배역
- 신영균
- 윤정희
- 박암
- 허장강